# Hey Now (Think I Got A Feeling)
«Hey Now (Think I Got A Feeling)» es el cuadragésimoséptimo sencillo del dueto inglés de música electrónica Erasure, que fue publicado de manera digital el 4 de junio de 2020.
 Fue presentado ese mismo día a través de un programa de la BBC Radio 2.

Hey Now (Think I Got A Feeling) es el primer corte del álbum The Neon.

El 4 de junio de 2020, se lanzó Hey Now (Think I Got A Feeling), como primer sencillo adelanto y tuvo una gran recpercusión, permaneciendo por 4 semanas en la lista A de Radio 2 de la BBC y siendo uno de los temas más difundidos en las radios británicas en junio y julio de 2020.

## Lista de temas

### Sencillo
| Descarga virtual 1. Hey Now (Think I Got A Feeling) |

### Remixes
| Descarga virtual 1. Hey Now (Think I Got A Feeling) (Phillip George Remix Edit) 2. Hey Now (Think I Got A Feeling) (Daybreakers Remix Edit) 3. Hey Now (Think I Got A Feeling) (Nimmo Remix Edit) 4. Hey Now (Think I Got A Feeling) (Phillip George Remix) 5. Hey Now (Think I Got A Feeling) (Daybreakers Remix) 6. Hey Now (Think I Got A Feeling) (Nimmo Remix) |

## Créditos
«Hey Now (Think I Got A Feeling)» es una canción escrita por Vince Clarke y Andy Bell.

## Datos adicionales
El 4 de diciembre de 2020, se editó The Neon Singles, que contiene en formato físico los tres sencillos extraídos del álbum The Neonː Hey Now (Think I Got A Feeling), Nerves of Steel y Fallen Angel.